# Josep Maria Xicota i Cabré
Josep Maria Xicota i Cabré (Barcelona, Barcelonès, 1905 - Sitges, Garraf, 21 de maig de 2002) fou un periodista, advocat, empresari i diplomàtic català.
Tot i que cursà estudis de química i medicina, només acabà els de dret, en els quals es llicencià el 1931. L'any següent començà a treballar com a redactor polític, a La Publicidad i fou col·laborador constant de diverses revistes setmanals, entre elles les barcelonines Mirador, La Nau i El Be Negre. El 1933 fou nomenat president fundador de la secció de reporters de l'Associació de Periodistes de Barcelona i també fou designat advocat de la Generalitat de Catalunya. Arran de la guerra civil espanyola, el 1939, després de passar per França i els Estats Units, s'exilià a Santiago de Xile, on reprengué la seva activitat com a periodista. A Xile, treballà com a redactor de la revista Ercilla. El 1940 fundà 'Publicitas', la primera agència de publicitat del país. Ben integrat en la vida i activitats dels catalans residents en aquest país, el 1941 començà a dirigir la revista en català Germanor i fundà i dirigí altres revistes catalanes com Clar i Català i L'Emigrant. El 1946 fundà i presidí l'Asociación de Agencias de Publicidad. El 1950 la revista 'Publicitas', de la qual era president i propietari, fou nomenada agència associada de 'Foote, Cone and Belding' de Nova York. També fou periodista radiofònic, i com a tal fou nomenat director de Radios La Cooperativa La Voz de Chile, per la Compañía Chilena de Comunicaciones. Poc després, aquesta ràdio ocupà el primer lloc d'audiència. El 1954 esdevingué sotspresident de l'Asociación de Radiodifusoras de Chile i el 1958 president de l'Asociación Chilena de Agencias de Publicidad. Ben integrat al seu país de residència, fou portaveu del Centre Català de Santiago de Xile. El 1965, però, tornà a Barcelona com a agregat cultural del consolat general de Xile a Barcelona, càrrec que ostentà fins al 1968. També fou empresari i, com a tal, el 1972 fundà una empresa d'importació d’aparells domèstics i el 1974 una altra de porcellanes artístiques d’importació.